# Cartographie génétique
La cartographie génétique est la construction d’une carte soit localisée autour d’un gène, soit à base large portant sur le génome entier. Plus généralement, c’est la détermination de la position d’un locus (gène ou marqueur génétique) sur un chromosome en fonction du taux de recombinaison génétique. Son unité de distance est le centimorgan (cM).

## Objectif de la cartographie génétique
L'action de cartographier consiste à déterminer les positions relatives des locus (gènes ou séquences d’ADN) sur un chromosome. Les cartes de liaison sont obtenues à partir de la fréquence de recombinaison entre les locus. Les cartes physiques sont généralement obtenues par l’utilisation de l’hybridation in situ des fragments d’ADN clonés avec des chromosomes en métaphase, ou l’utilisation d’hybrides somatiques ou hybrides d’irradiation.

## Histoire de la cartographie génétique
La première carte génétique est réalisée en 1913 par Thomas Hunt Morgan et Alfred Sturtevant sur le chromosome X de la drosophile. La première plante cartographiée est le maïs en 1935 grâce à la technique des marqueurs phénotypiques. La technique du marquage moléculaire est beaucoup plus récente.

## Types de cartes
Une carte étant un diagramme représentant la position relative des locus sur un chromosome et les distances entre eux, on distingue les types de cartes suivants :
- Une carte génétique est un alignement linéaire des gènes sur un chromosome, basé sur les fréquences de recombinaison (carte de liaison) ou sur l’emplacement physique (carte physique ou chromosomique). Les termes de carte factorielle, ou de carte statistique, sont souvent fréquemment employés comme synonymes de carte génétique. Une carte génétique est aussi appelée carte de recombinaison méiotique.

- Une carte de liaison est un diagramme linéaire ou circulaire représentant les positions relatives des gènes sur un chromosome qui sont déterminées par la fraction de recombinaison.

- Une carte physique ou carte chromosomique porte l'indication de la séparation, en paires de bases (souvent abrégées en pb), entre les paires de locus liés.

- Une carte de restriction montre l'arrangement linéaire des sites de reconnaissance de l’endonucléase de restriction le long d’une molécule d’ADN.

- Une carte optique permet de visualiser la composition génomique ou chromosomique à une échelle plus générale que le séquençage.

Des cartes cytologiques des gènes associés aux mutations peuvent être établies lorsque certaines mutations ont un support chromosomique qui peut être mis en évidence par les techniques de colorations de bandes des chromosomes.

## Types de cartographies
La cartographie comparée est la comparaison de l’emplacement des gènes et des marqueurs sur une carte chromosomique entre espèces. Dans les comparaisons entre des espèces proches, on découvre un degré élevé de conservation :
- de la colinéarité : phénomène par lequel l’ordre des gènes est préservé entre des espèces différentes.
- de la synténie : présence simultanée sur le même chromosome de deux ou plusieurs locus, indépendamment de leur liaison génétique. La notion de synténie est de plus en plus utilisée pour décrire la conservation de l’ordre des gènes entre deux espèces apparentées.

Dans ce cas, la localisation de plusieurs gènes peut être prédite grâce à un modèle de données. Les comparaisons entre espèces phylogénétiquement éloignées révèlent une augmentation de la perte de synténie.
La cartographie S1 est une méthode de caractérisation des modifications posttranscriptionelles dans l’ARN (épissage des introns, etc.) par hybridation de l’ARN avec un ADN simple brin et son traitement avec une nucléase S1.